# Agar (Schauspielerin)

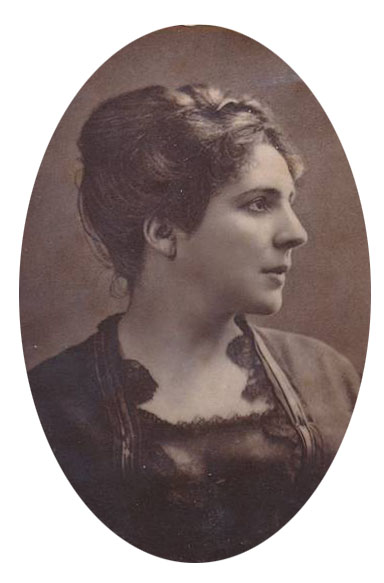
Porträt Agars

Marie Léonide Charvin, bekannt als Agar (* 18. September 1832 in Sedan; † 15. August 1891 in Mustapha, Algerien), war eine französische Schauspielerin.

## Familie
Agars Familie stammte aus der Dauphiné im heutigen Département Isère. Ihr Vater, Pierre Charvan, war bei ihrer Geburt 22-jährig und Maréchal des logis, also Unteroffizier, bei einem berittenen Jägerregiment. Er war in Sedan stationiert und so folgte ihm seine Ehefrau, ihre Mutter, 17-jährig, dorthin. Als Offizier wurde ihr Vater regelmäßig versetzt und so starb ihre Mutter im Jahr 1848, noch in Lyon wohnend, während ihr Vater bereits in Limoges stationiert war. Das Mädchen wurde dann in die Obhut der Großeltern nach Vienne gegeben. Ihr Vater heiratete 1851, zurück in Vienne, die wesentlich jüngere Marguerite Bonneton. Fast gleichaltrig mit Agar, war die Stiefmutter außerordentlich vulgär und behandelte sie schlecht, was für Agar schwer erträglich war, und so flüchtete sie in eine Ehe mit einem gewissen Nique.
Nique, der in Chalon-sur-Saône ein Café betrieb, behandelte sie jedoch noch schlechter. So lief sie ihm nach einigen Jahren davon, nach Paris. Dort im Jahr 1853 angekommen, gab sie zuerst Klavierunterricht. Dann begann sie unter dem Pseudonym Madame Lallier in Konzertcafés zu singen. Erst im Café-concert du Géant, später auch im Cheval-blanc. Zu dieser Zeit fürchtete sie noch von einem Zuschauer aus der Dauphiné wiedererkannt zu werden, was eines Tages auch geschah. Der Landsmann war aber kein Geringerer als François Ponsard, von dem sie nicht das Geringste zu befürchten hatte.

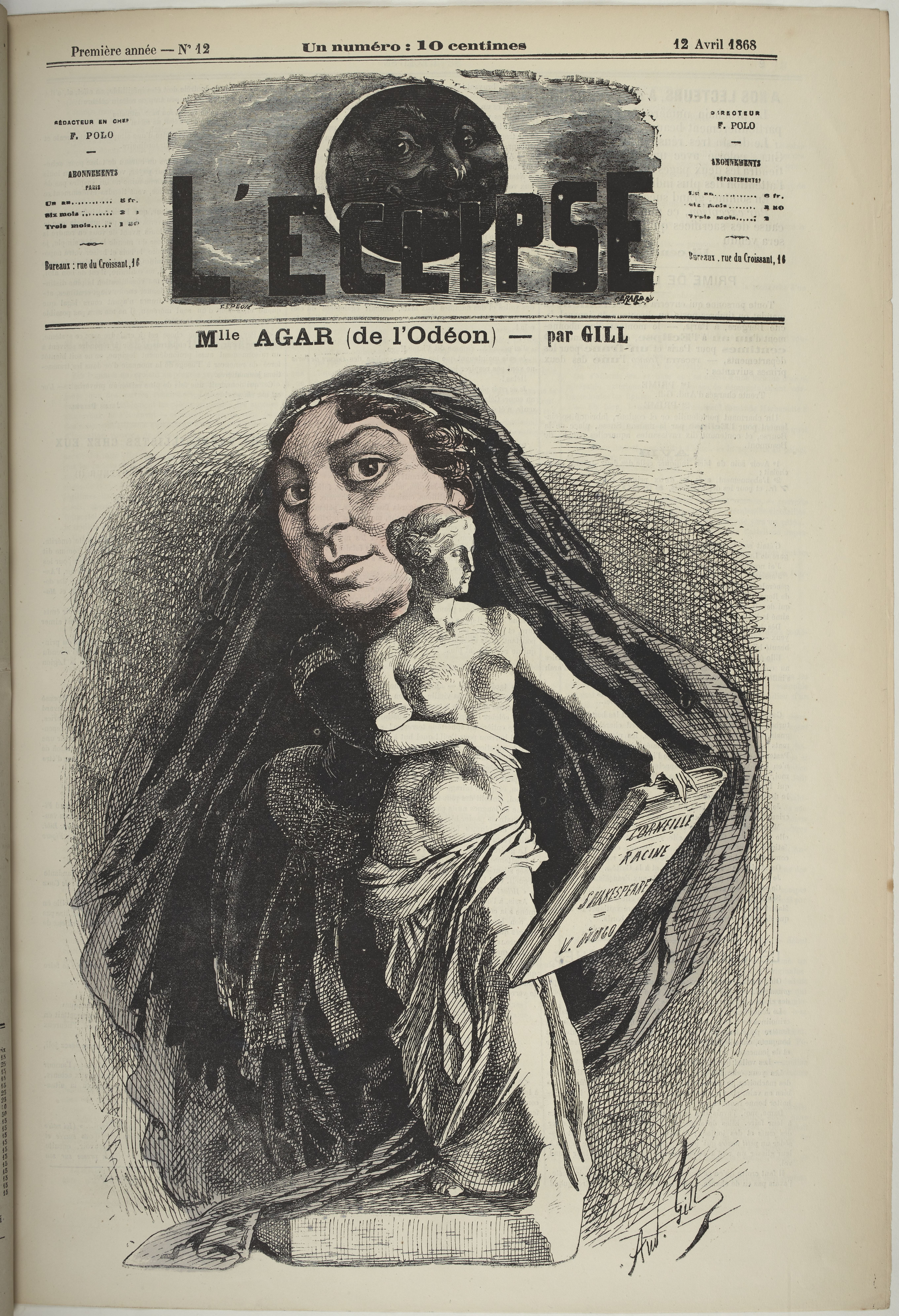
Karikatur von André Gill: Mademoiselle Agar (de l'Odeon)

## Erste Karriere
Im Jahr 1858 bekam sie im Théâtre Beaumarchais eine Rolle in Roger de Beauvoirs Revue Madame la Comète und im darauffolgenden Jahr wirkte sie, im selben Haus, in Singspielen zur Schlacht bei Magenta und der Schlacht von Solferino mit.
Sie nahm zu dieser Zeit Schauspielunterricht bei Achille Ricourt. Er riet ihr, nicht unter ihrem Mädchennamen Charvin aufzutreten, sondern sich, wie die Schauspielerin Rachel, einen Künstlernamen zuzulegen. Dem Beispiel folgend wählte sie ebenfalls einen biblischen Namen und nannte sich ab dann Agar. Sie debütierte dann 1859 als Mademoiselle Agar in einem kleinen Theater, dem École Lyrique, im 9. Arrondissement. Dabei spielte sie die Hauptrolle der Maritana in dem Stück Don César de Bazan.
Ihre Karriere setzte sie nun in weitaus bedeutenderen Häusern fort. Im Jahr 1862 bekam sie ein Engagement am Odéon und anschließend am Théâtre de la Porte Saint-Martin, um im Jahr 1863 an der Comédie-Française zu reüssieren. 1869 kehrte sie vorerst der Comédie-Française den Rücken, um sich für eine Zeit zur Ruhe zu setzen.

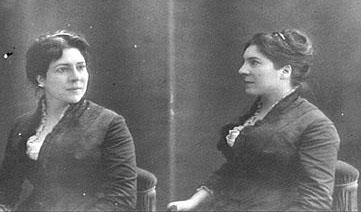
Porträts Agars von Nadar

## Pariser Kommune
Als 1870 der Deutsch-Französische Krieg begann, meldete sie sich freiwillig als Krankenschwester. Sie nahm auch wieder ein Engagement an der Comédie-Française an, um dann im Spätsommer des ersten Kriegsjahres, in den Pausen zwischen zwei Akten, die Marseillaise zu singen. Die Gage für diese Darbietung spendete sie für die Versorgung verwundeter Soldaten. Das führte sie auch während der Belagerung von Paris fort. Als die Führung der Pariser Kommune im Sommer 1871 in den Tuilerien ein Benefizkonzert für Witwen und Waisen veranstaltete, sollten sich auch Künstler der Comédie-Française, wie Agar mit der Marseillaise, beteiligen. Über 3000 Zuschauer erwarteten sie bei ihrer angekündigten Vorführung und es wird behauptet, dass sie gesagt habe, sie habe den Text vergessen und sie kämpfe nicht mehr gegen die Preußen. Andere Aussagen gehen dahin, sie habe doch einige Strophen rezitiert. Es kam zum Skandal, den Agar nicht aufzuhalten vermochte, und sie verließ 1872 die Comédie-Française, um eine Tournee durch die Provinz zu unternehmen.

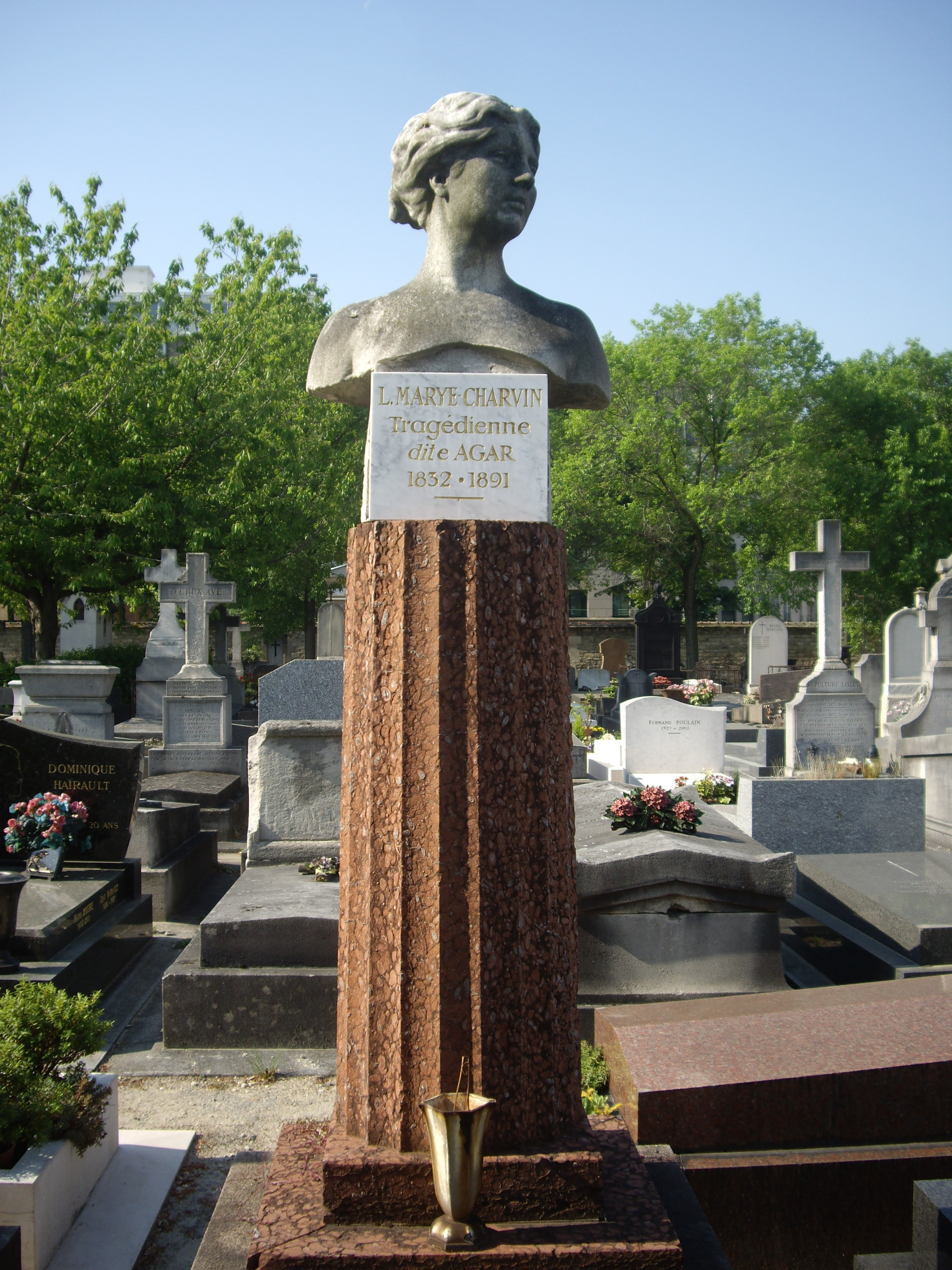
Grabstele mit Büste Agars auf dem Cimetière du Montparnasse

## Zweite Karriere
Im Jahr 1875 kehrte Agar nach Paris zurück. Ihre ersten Auftritte bestritt sie in Hilarion Ballandes Matinées littéraires. Es folgten jedoch schnell wieder richtige Engagements und so spielte sie noch im selben Jahr eine Hauptrolle, die Agrippine im Britannicus, am Théâtre de la Porte Saint-Martin. Sie hatte auch eine Rolle in einem Stück am Théâtre de la Renaissance. Ihre Freizeit verbrachte sie zu dieser Zeit schon regelmäßig mit dem Museumskonservator Georges Marye.
Drei Jahre später, im Jahr 1877, hatte Agar es wieder zurück an die Comédie-Française geschafft. Als ihr Mann, Nique, 1879 starb, heiratete sie Georges Marye, blieb jedoch weiterhin beruflich aktiv. Sie spielte, über die Comédie-Française hinaus, auch an anderen, damals sehr gefragten, Häusern, wie beispielsweise dem Théâtre de l’Ambigu-Comique und setzte ihre Karriere noch bis 1883 fort.
Es folgte eine Spanienreise, von der sie 1886 zurückkehrte und sich in Rueil-Malmaison niederließ. Von dort aus führte sie eine ausführliche Briefkonversation mit ehemaligen Kollegen und Theatermachern, um, sie fühlte sich in all den Jahren finanziell benachteiligt, sich ihre Rechte einzufordern, was ihr auch gelang. Aber Agar war trotzdem sehr enttäuscht und verbittert, dass die Comédie-Française sie 1872 fallen gelassen und sie deshalb sieben Jahre verloren hatte.
1890 schiffte sich Agar gemeinsam mit ihrem Mann über Nizza nach Algerien ein. Sie war gesundheitlich aber bereits sehr angeschlagen, sodass sie im folgenden Jahr in Mustapha ihren Leiden erlag. Bei der Comédie-Française löste ihr Tod Betroffenheit aus und es wurden 1000 Franc für die Überführung nach Frankreich angewiesen. So kam sie, in Begleitung ihres Mannes, zurück nach Paris, wo sie auf dem Cimetière Montparnasse beigesetzt wurde.
Agar galt neben Rachel und Sarah Bernhardt als die größte Schauspielerin ihrer Zeit.

## Sonstiges
In den ganzen Jahren taucht von Zeit zu Zeit ihr Ehemann, Nique, auf, aber Agar weigerte sich, das gemeinsame Leben wieder aufzunehmen. Sie wollte unbedingt ihre Freiheit behalten. Ihr Mann ging dann so weit, dass er sie am Bühnenausgang abpasste und ihr die Abendgage abnahm. Die Erpressungen hörten auch erst mit dem Tod Niques im Jahr 1879 auf.

## Bibliographischer Hinweis
Der Historiker und Lexikograph Henry Lyonnet stellt in seinem 1912 erschienenen Dictionnaire des comédiens français klar, dass alle anderen Behauptungen, auch die von Pierre Larousse und Gustave Vaperau, bezüglich ihrer Herkunft von Israeliten aus Arabien, oder der verschiedensten Geburtsdaten und Orten, sowie eines versteckten Mysteriums bei ihrer Geburt falsch sind. Weiterhin war sie weder je Kellnerin in einer Herberge in Vaugneray, noch stand sie Eugène Delacroix Model.

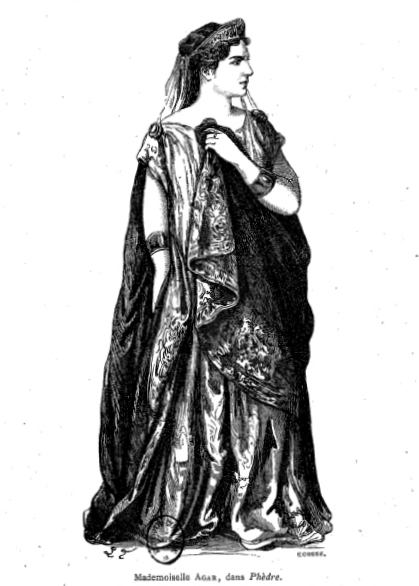
Agar als Phädra

## Rollen (Auszug)
- Don César de Bazan, die Maritana, École Lyrique, 1859
- Phèdre, Phädra, Théâtre de la Porte Saint-Martin, 1862
- Fils de la Nuit, die Ghébel, Théâtre de la Gaîté, 1864
- Conjuration d'Ambroise, die Königin Mutter, Odéon, 1866
- Britannicus, die Agrippine, Théâtre de la Porte Saint-Martin, 1875
- Mères ennemies, die Comtesse Boleska, Théâtre de l’Ambigu-Comique, 1882
- La Glu, die Marie, Théâtre de l’Ambigu-Comique, 1883